# Abraham Taïeb
Pour les articles homonymes, voir Taïeb.
Abraham Taïeb, dit Baba Sidi, décédé en 1741 à Tunis, est un rabbin tunisien qui occupa la fonction de grand-rabbin de Tunisie au XVIIIe siècle.

## Éléments biographiques
Il succède à Semah Sarfati en tant que président du tribunal rabbinique et grand-rabbin de la communauté juive tunisienne. En 1741, il signe avec son homologue et ancien disciple livournais, Isaac Lumbroso, l'accord historique (taqqanah) qui définit les rapports entre les Juifs natifs de Tunisie (Twânsa) et ceux venus de Livourne (Granas).

## Œuvre
Il n'a laissé aucun ouvrage important par lui-même, mais ses disciples ont inclus un certain nombre de ses commentaires et consultations dans leurs livres. 
L'un de ses plus brillants disciples, Messaoud-Raphaël El-Fassi, lui succède d'ailleurs en tant que président du tribunal rabbinique et grand-rabbin de la communauté juive tunisienne.